# Réserve naturelle de Falkenstendammen
La Réserve naturelle de Falkenstendammen  est une réserve naturelle norvégienne qui est située dans le municipalité de Horten, dans le comté de Vestfold.

## Description
L'aire protégée de 0,054 km2 a été créée en 2006. abrite plusieurs espèces animales rares et menacées au niveau national, en particulier des oiseaux aquatiques et des insectes.
La diversité des insectes du barrage de Falkensten lui a conféré une valeur de conservation nationale. À Falkenstendammen, une espèce très rare de mouche printanière a été trouvée, qui n'est connue que d'un autre endroit en Norvège. Le barrage de Falkensten est également important pour la sauvagine migratrice. Tant que l'étang est libre de glace, un certain nombre d'oiseaux hivernent ici. Des apparitions d'invités d'espèces d'oiseaux rares se produisent régulièrement.